# Qui chante là-bas ?
Pour plus de détails, voir Fiche technique et Distribution.
Qui chante là-bas? (Ko to tamo peva) est un film yougoslave réalisé par Slobodan Šijan, sorti en 1980.

## Synopsis
En avril 1941 à la veille de l'Invasion de la Yougoslavie, plusieurs personnes sont dans un bus pour tenter de rejoindre Belgrade.

## Fiche technique
- Titre original : Ko to tamo peva
- Titre français : Qui chante là-bas?
- Réalisation : Slobodan Šijan
- Scénario : Dušan Kovačević
- Direction artistique : Nemanja Petrović
- Costumes : Mira Čohadžić
- Photographie : Božidar Nikolić
- Montage : Ljiljana Lana Vukobratović
- Musique : Vojislav Kostić
- Pays d'origine : Yougoslavie
- Format : Couleurs - 35 mm - Mono
- Genre : aventure, comédie dramatique
- Durée : 96 minutes
- Dates de sortie :
  - Yougoslavie : 30 juin 1980
  - France : 13 janvier 1982

## Distribution
- Pavle Vujisić : le conducteur du bus
- Dragan Nikolić : le chanteur
- Danilo Stojković : le notable germanophile
- Aleksandar Berček : Miško Krstić
- Neda Arnerić : la mariée
- Slavko Štimac : le marié
- Milivoje Tomić : le vétéran
- Taško Načić : le chasseur
- Boro Stjepanović : le malade

## Production

### Tournage
Le film est presque entièrement tourné dans la réserve naturelle de la Deliblatska peščara.

## Distinctions

### Récompenses
- Festival du film de Pula 1980 : Arena de bronze du meilleur film
- Prix Georges-Sadoul 1981

### Sélections
- Festival de Cannes 1981 : sélection en section Un certain regard
- Festival de Cannes 2020 : sélection en section Cannes Classics